# Blèche
Blèche est un roman de Pierre Drieu la Rochelle paru  en 1928 d'abord sous le titre Les Boucles dans la Revue de France en quatre livraisons, puis sous son titre définitif chez Gallimard.

## Résumé
Blaquans est un journaliste politique au quotidien Le Catholique. Il prépare aussi une édition de ses articles sur Maurras. Cherchant la solitude, il habite séparé de sa femme Marie-Laure dans un petit appartement rue Chanoinesse sur l'île de la Cité. Les seuls personnes qu'il reçoit régulièrement sont un prêtre catholique (absent pendant l'intrigue), sa femme de ménage Amélie, et la secrétaire Mlle Chardin, aussi appelée Blèche, qui travaille comme lui au journal
Le Catholique et qui l'assiste le soir dans ses projets personnels.
Un jour, une paire de boucles d'oreilles offertes par Marie-Laure à Blaquans pour financer un projet de voyage disparaît de son appartement. Le soupçon de Blaquans se porte sur Amélie et sur Blèche.

## Interprétation
Le vol présumé des boucles d'oreilles est seulement un prétexte pour démontrer la nature de Blaquans : égoïste, cynique et misogyne. Il est incapable de sortir de lui-même ou de comprendre l'autre.